# Bergvesenet
Bergvesenet (officiellt namn: Bergvesenet med Bergmesteren for Svalbard) är en norsk statlig myndighet med ansvar för förvaltning och utnyttjande av mineralressurser. Myndigheten ligger under Nærings- og handelsdepartementet och har sitt huvudkontor i Trondheim.

## Andra länders motsvarigheter
Den svenska motsvarigheten till Bergvesenet heter Bergsstaten.